# El graduat
El graduat (títol original en anglès The Graduate) és una pel·lícula estatunidenca de 1967, realitzada per Mike Nichols i adaptada de la novel·la homònima de Charles Webb. Aquesta pel·lícula ha estat doblada al català.

## Argument
Benjamin és un noi que ha acabat els estudis i torna a casa dels seus pares a Califòrnia on preveu passar les vacances. Arriba a casa seva mentre se celebra una festa i se sent sol. Els seus pares el conviden a baixar per unir-se a la festa, però prefereix continuar estant sol. Fins al moment en què una certa Senyora Robinson li demana amablement que l'acompanyi a casa seva. Benjamin accepta i la porta a casa seva al seu nou cotxe. Però el jove graduat s'adona que la dona flirteja amb ell. L'arribada del Sr. Robinson finalitza aquesta escena de seducció.
La Sra. Robinson fa de Benjamin el seu amant. Des de llavors, el jove pren cura d'ell mateix i de la seva aparença vivint la seva primera vertadera relació amb una dona. Els pares de Benjamin, preocupats en veure que el seu fill no fa res, li demanen que convidi la filla dels Robinson, Elaine, a sortir. La senyora Robinson havia prohibit tanmateix que el seu amant convidi la seva filla.

## Al voltant de la pel·lícula[3]
- La pel·lícula va suposar un escàndol en la seva sortida per haver ensenyat l'amor entre un jove home i una dona madura. En realitat, Dustin Hoffman, que interpretava el jove, tenia ja 30 anys, i la dona madura interpretada per Anne Bancroft en tenia 36 en l'època del rodatge.
- L'èxit considerable de El graduat (més de 40 milions de dòlars de recaptació en poques setmanes als Estats Units) constitueix una sorpresa: ningú no creia en efecte en aquesta pel·lícula que reunia actors poc coneguts al voltant d'un guió escabrós del qual l'heroi seduïa alhora una mare i la seva filla, cosa que mai no s'havia vist en el cinema.
- El gran públic s'apassiona immediatament per a aquest jove heroi anticonformista i per a aquesta història que reflecteix perfectament Amèrica de la fi dels anys 1960 - una societat travessada pel moviment hippy -, a mig camí entre puritanisme i alliberament sexual. «Mrs. Robinson», la cançó escrita per Paul Simon i interpretada pel duo Simon & Garfunkel, contribueix d'altra banda àmpliament a la notorietat de l'obra.
- L'escena de l'església ha estat nombroses vegades parodiada, sobretot a la pel·lícula Dos bojos amb sort 2 (Wayne's World 2).
- Les cames fotografiades al cartell de la pel·lícula són les de Linda Gray, la «futura» dona de JR, Sue Ellen, al fulletó televisat Dallas.
- Aquesta pel·lícula és considerada pel "Top 100 de l'American Film Institute com la setena major pel·lícula americana de la història del cinema.
- Gràcies a l'èxit de El graduat, Dustin Hoffman veu obrir-se una carrera espectacular davant d'ell. Mike Nichols, director que acaba de realitzar Who's Afraid of Virginia Woolf? (Qui té por de Virginia Woolf 1966), guanya l'Oscar al millor director.

## Repartiment
- Anne Bancroft com Sra. Robinson
- Dustin Hoffman com Benjamin Braddock
- Katharine Ross com Elaine Robinson
- William Daniels com Sr. Braddock
- Murray Hamilton com Sr. Robinson
- Elizabeth Wilson com Srta. Braddock
- Buck Henry com Room Clerk
- Brian Avery com Carl Smith

## Premis i nominacions

### Premis
- 1968: Oscar al millor director per Mike Nichols[4]
- 1968: Globus d'Or a la millor pel·lícula musical o còmica
- 1968: Globus d'Or al millor director per Mike Nichols
- 1968: Globus d'Or a la millor actriu musical o còmica per Anne Bancroft
- 1968: Globus d'Or a la millor nova promesa femenina per Katharine Ross
- 1968: Globus d'Or a la millor nova promesa masculina per Dustin Hoffman
- 1969: BAFTA a la millor pel·lícula
- 1969: BAFTA al millor director per Mike Nichols
- 1969: BAFTA al millor guió per Calder Willingham i Buck Henry
- 1969: BAFTA al millor muntatge per Sam O'Steen
- 1969: BAFTA a la millor nova promesa per Dustin Hoffman
- 1969: Grammy per la millor banda sonora original escrita per pel·lícula per Dave Grusin i Paul Simon

### Nominacions
- 1968: Oscar a la millor pel·lículas[4]
- 1968: Oscar al millor actor per Dustin Hoffmans[4]
- 1968: Oscar a la millor actriu per Anne Bancrofts[4]
- 1968: Oscar a la millor actriu secundària per Katharine Rosss[4]
- 1968: Oscar al millor guió adaptat per Calder Willingham i Buck Henrys[4]
- 1968: Oscar a la millor fotografia per Robert Surteess[4]
- 1968: Globus d'Or al millor actor musical o còmic per Dustin Hoffman
- 1968: Globus d'Or al millor guió per Buck Henry i Calder Willingham
- 1969: BAFTA a la millor actriu per Anne Bancroft
- 1969: BAFTA a la millor nova promesa per Katharine Ross

## Música
The Graduate (banda sonora)